# Solina (Lengyelország)
Solina (ukránul: Солина, Solyna) település Lengyelország délkeleti részén, a Kárpátaljai vajdaság Leskói járásában. Korábban Solina község központja volt, de 1999 óta ezt a címet Polańczyk tölti be. Solina Lesko városától mintegy 15 kilométernyire délkeletre található és körülbelül 80 kilométernyire fekszik délkeleti irányban a vajdaság központjától, Rzeszówtól. 2002-ben a település lakosainak száma 190 fő volt.
A település mint fürdőfalu vált ismertté, mivel a Solinai-tó itt helyezkedik el, amely igen közkedvelt célpont a turisták számára. A tó neve a solanka szóból ered, ami nagyjából annyit jelent, hogy "sós".

## Fordítás
Ez a szócikk részben vagy egészben  a   Solina, Poland című angol Wikipédia-szócikk ezen változatának fordításán alapul.  Az eredeti cikk szerkesztőit annak laptörténete sorolja fel. Ez a jelzés csupán a megfogalmazás eredetét és a szerzői jogokat jelzi, nem szolgál a cikkben szereplő információk forrásmegjelöléseként.